# Estadio de Ordos
El estadio de Ordos es el nombre que recibe una instalación deportiva de usos múltiples localizada en la ciudad de Ordos, en la región autónoma de Mongolia Interior al norte de la República Popular de China. Actualmente se utiliza sobre todo para los partidos de fútbol. El estadio tiene capacidad para 35.107 espectadores. Se inauguró en 2011. Aparte de albergar eventos deportivos también ha sido usado para otro tipo de actividades, como por ejemplo cuando fue sede del concurso Miss Mundo 2012, el 18 de agosto de ese mismo año. La instalación fue diseñada por el grupo de diseño arquitectónico China.